# Milomir Minić
Milomir Minić, cyr. Миломир Минић (ur. 5 października 1950 w Dračiciu) – serbski polityk i prawnik, jugosłowiański działacz komunistyczny, w latach 90. jeden z najbliższych współpracowników Slobodana Miloševicia, od października 2000 do stycznia 2001 premier Serbii.

## Życiorys
Szkołę podstawową i średnią ukończył w Valjevie, został następnie absolwentem wydziału prawa Uniwersytetu w Belgradzie. Był etatowym działaczem komunistycznej organizacji młodzieżowej, następnie aktywistą Związku Komunistów w Jugosławii i Serbii, pełniąc różne kierownicze funkcje na poziomie lokalnym i centralnym. Po przemianach politycznych został sekretarzem generalnym Socjalistycznej Partii Serbii. W 1990 objął stanowisko dyrektora generalnego krajowego przewoźnika kolejowego. W 1996 został także przewodniczącym niższej izby parlamentu federalnego Jugosławii; stanowisko to zajmował do 2000. W październiku 2000, po obaleniu Slobodana Miloševicia i uzgodnieniu przez władze oraz opozycję powołania rządu przejściowego, Milomir Minić został nowym premierem Serbii; urząd ten sprawował do stycznia 2001. Zrezygnował następnie z aktywności politycznej.